# Орден короля Томислава
Орден Короля Томислава (хорв. Velered kralja Tomislava ), повна назва — «Великий Орден Короля Томислава зі стрічкою та Великою Даницею» (хорв. Velered kralja Tomislava s lentom i Velikom Danicom) — вища державна нагорода Республіки Хорватія. Вручається главам держав або главам важливих організацій за сприяння встановленню суверенітету Республіки Хорватія, винятковий внесок у її міжнародну репутацію і статус або великі досягнення в розвитку міжнародних відносин між Хорватією і країною або організацією нагородженого.
Зазвичай орден вручається особисто Президентом Хорватії, іноді Президентом Сабору (хорватського парламенту). Орден має тільки одну ступінь. Названий на честь короля Томислава I, першого короля Хорватії.

## Нагороджені
- 2012. —  Андріс Берзіньш, президент Латвії
- 2011. —  Гаральд V, король Норвегії
- 2009. —  Тар'я Галонен, 11й президент Фінляндії[1]
- 2009. —  Бамір Топі[2]
- 2009. —  Шейх Хамад бін Халіфа Аль Тані[3]
- 2009. —  Альберт II[4]
- 2009. —  Володимир Воронін[5]
- 2008. —  Fra Метью Фестінг[6]
- 2008. —  Іван Гашпарович[7]
- 2008. —  Валдіс Затлерс[8]
- 2008. —  Лех Качинський[9]
- 2007. —  Альфред Мойсю[10]
- 2007. —  Ющенко Віктор Андрійович, 3-й Президент України[11]
- 2007. —  Каролос Папуліас[12]
- 2006. —  Тассос Пападопулос[13]
- 2006. —  Edward Fenech-Adami[14]
- 2005. —  Степан Месич[15]
- 2004. —  Рікардо Лаґос[16]
- 2003. —  Йон Ілієску[17]
- 2002. —  Tuanku Syed Sirajuddin[18]
- 2002. —  Ferenc Mádl[19]
- 2002. —  Єлизавета II[20]
- 2001. —  Мілан Кучан[21]
- 2001. —  Карло Адзеліо Чампі[22]
- 2001. —  Рудольф Шустер[23]
- 2001. —  Нурсултан Назарбаєв[24]
- 2001. —  Александр Квасневський[25]
- 2001. —  Реджеп Мейдані[26]
- 2001. —  Томас Клестіль[27]
- 2000. —  Еміль Константінеску[28]
- 1998. —  Константінос_Стефанопулос[29]
- 1997. —  Оскар Луїджи Скальфаро[30]
- 1995. —  Франьо Туджман[31]
- 1995. —  Карлос Менем[32]
- 1994. —  Едуардо Фрей Руіс-Тагле[33]
- 1994. —  Сулейман Демірель[34]
- 1993. —  Хуан Антоніо Самаранч[35]
- 1993. —  Франческо Коссіґа[36]